# Lee Tergesen
Lee Tergesen, född 8 juli 1965 i Ivoryton, Connecticut, är en amerikansk skådespelare, främst känd för rollen som Tobias Beecher i TV-serien Oz (1997–2003). Lee har norskt och svenskt påbrå.
Han har även haft gästroller i Cityakuten, Uppdrag: mord, Desperate Housewives, CSI, The 4400, Law & Order och  Law & Order: Criminal Intent.

## Filmografi (urval)
- 1991 – Point Break
- 1992 – Wayne's World
- 1993 – Wayne's World 2
- 1994 – Weird Science
- 1997 – Oz (TV-serie)
- 2000 – Shaft
- 2003 – Monster
- 2004 – The Forgotten
- 2008 – Generation Kill
- 2012 – The Big C (TV-serie) (fem avsnitt)